# Verkehrslandeplatz

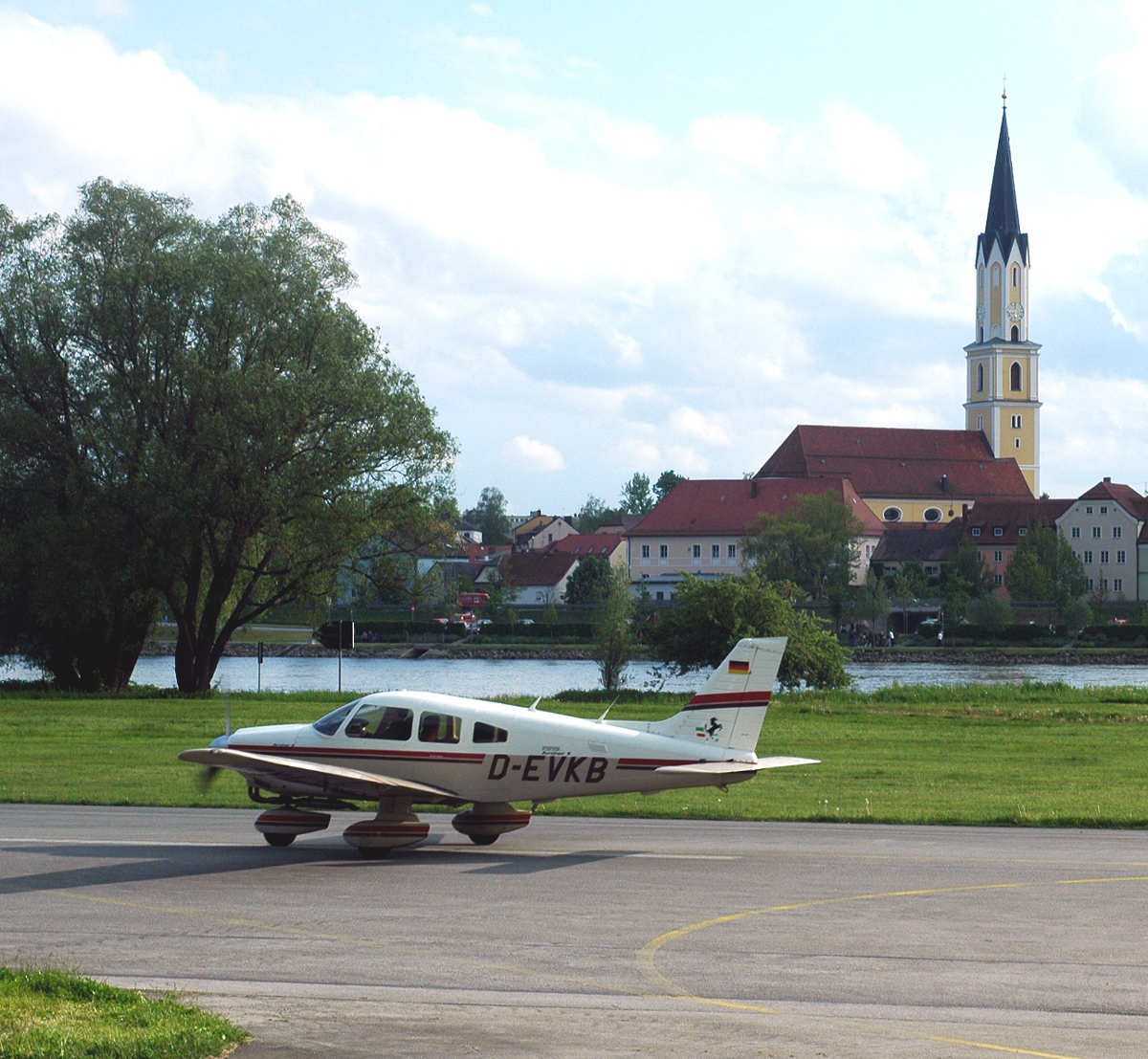
Beispiel eines Verkehrslandeplatzes in Bayern: Flugplatz Vilshofen direkt an der Donau mit Startbahn parallel zum Fluss

Verkehrslandeplatz ist eine der drei Kategorien von Flugplätzen in Deutschland und liegt luftrechtlich zwischen Flughafen und Segelfluggelände. Gelände für Luftsportgeräte bilden eine Sonderkategorie. Im Unterschied zu Segelfluggeländen hat der Verkehrslandeplatz einen ICAO-Code.
In Abgrenzung zu einem Segelflugplatz dürfen auf Verkehrslandeplätzen grundsätzlich motorgetriebene Luftfahrzeuge operieren, in Abgrenzung zu Flughäfen müssen sie gemäß der Luftverkehrs-Zulassungs-Ordnung nicht durch einen (großen) Bauschutzbereich nach § 12 des Luftverkehrsgesetzes (LuftVG) geschützt werden.
Verkehrslandeplätze obliegen im Gegensatz zu Sonderlandeplätzen einer Betriebspflicht. Sie müssen im Rahmen von veröffentlichten Öffnungszeiten der Allgemeinen Luftfahrt zur Verfügung stehen.
Die Genehmigung zum Instrumentenflugbetrieb setzt einen durch Planfeststellungsbeschluss festgelegten Bauschutzbereich (BSB) nach § 12 LuftVG voraus. Ist es nicht möglich, diesen BSB nach § 12 einzuführen, kann ersatzweise ein beschränkter BSB nach § 17 LuftVG in Verbindung mit einem Hindernisinformationsbereich eingerichtet werden. Plätze mit beschränktem Bauschutzbereich benötigen neben der luftrechtlichen Genehmigung nach § 6 LuftVG auch eine Planfeststellung oder Plangenehmigung nach § 8 LuftVG.